# فيديريكو لوبيز
فيديريكو لوبيز (بالإسبانية: Federico López Camacho) مواليد 26 مارس 1963 في مدينة مكسيكو، كان لاعب كرة سلة بورتوريكي بدأ مسيرته الاحترافية في سنة 1981. مثّل منتخب بلاده. شارك في دورة الألعاب الأولمبية الصيفية سنة 1988. حقق المركز الأول في دورة الألعاب الأمريكية 1991. اعتزل اللعب في 1997.

## سجل المنافسة
شارك في المنافسات التالية:
- الألعاب الأولمبية الصيفية 1988
- الألعاب الأولمبية الصيفية 1992
- ألعاب النوايا الحسنة 1994

## الميداليات
| الميدالية | المسابقة                    |
| --------- | --------------------------- |
| ذهبية     | دورة الألعاب الأمريكية 1991 |
| برونزية   | دورة الألعاب الأمريكية 1987 |

## روابط خارجية
- فيديريكو لوبيز على موقع الاتحاد الدولي لكرة السلة (الإنجليزية)
- فيديريكو لوبيز على موقع ريلجم (الإنجليزية)
- فيديريكو لوبيز على موقع سبورتس رفرنس (الإنجليزية)
- فيديريكو لوبيز على موقع أوليمبيديا (الإنجليزية)